# 法蘭西雅羅魚
法蘭西雅罗鱼（学名：Leuciscus burdigalensis）为輻鰭魚綱鯉形目雅羅魚科雅罗鱼属的鱼类。分布於歐洲法國中部、南部盧瓦爾河到加龍河、泰克河到奧德河流域，體長可達40公分，棲息礫石底質，水質清澈、冰冷的溪流、池塘或湖泊，成魚會成小群遷徙，生活習性不明。

## 扩展阅读
維基物種上的相關：法蘭西雅罗鱼